# Agua Escondida, San Miguel Totolapan
Agua Escondida är en ort i Mexiko.   Den ligger i kommunen San Miguel Totolapan och delstaten Guerrero, i den södra delen av landet, 230 km sydväst om huvudstaden Mexico City. Agua Escondida ligger 2 782 meter över havet och antalet invånare är 110.
Terrängen runt Agua Escondida är huvudsakligen bergig, men den allra närmaste omgivningen är kuperad. Agua Escondida ligger uppe på en höjd. Runt Agua Escondida är det glesbefolkat, med 12 invånare per kvadratkilometer. Närmaste större samhälle är Ciénega de Puerto Alegre, 7,5 km öster om Agua Escondida. I omgivningarna runt Agua Escondida växer i huvudsak blandskog.